# مادر اشک‌ها
مادر اشک‌ها (به ایتالیایی: La Terza madre) به معنای واقعی کلمه مادر سوم یک فیلم فراطبیعی ترسناک ایتالیایی محصول سال ۲۰۰۷ به نویسندگی و کارگردانی داریو آرجنتو با بازی آزیا آرجنتو، داریا نیکولودی، موران آتیاس، ماسیمو سارکیه‌لی و اودو کی‌یر است.